# Owzān-e Shāhzādeh Khānom
Owzān-e Shāhzādeh Khānom (persiska: اوزان شاهزاده خانم, Ūzān Malek, وزان مَلِك التُّجّار, وزان مَلِك) är en ort i Iran.   Den ligger i provinsen Västazarbaijan, i den nordvästra delen av landet, 600 km väster om huvudstaden Teheran. Owzān-e Shāhzādeh Khānom ligger 1 316 meter över havet och antalet invånare är 475.
Terrängen runt Owzān-e Shāhzādeh Khānom är kuperad åt sydväst, men åt nordost är den platt.Runt Owzān-e Shāhzādeh Khānom är det ganska tätbefolkat, med 185 invånare per kvadratkilometer. Närmaste större samhälle är Bārān Dūz, 6,1 km nordväst om Owzān-e Shāhzādeh Khānom. Trakten runt Owzān-e Shāhzādeh Khānom består till största delen av jordbruksmark.